# 소말리아제이션
소말리아제이션(somaliazation)은 아프리카 북동부에 위치한 국가인 소말리아의 해적들이 소말리아 당국의 무정부 상태를 틈타 무력 해위로 해상 무역과 안보를 위협하듯이, 세계 경제가 비슷한 혼란으로 갈 수도 있다는 의미를 담고 있다. 2010년 자크 아탈리 플래닛파이낸스 회장이 처음 말했으며, 이 용어는 G20 국가들의 협력을 역설하고 있다.